# Гнеденко, Борис Владимирович
Бори́с Влади́мирович Гнеде́нко (1 января 1912, Симбирск, ныне Ульяновск, Россия — 27 декабря 1995, Москва, Россия) — советский математик, специалист по теории вероятностей, математической статистике, вероятностным и статистическим методам, член-корреспондент (1945) и академик (1948) АН УССР.

## Биография

### Детство и годы учения
Борис Владимирович Гнеденко родился 1 января 1912 года (по новому стилю) в Симбирске. Отец, Владимир Васильевич, окончил землеустроительное училище и работал землемером, мать, Марья Степановна, окончила прогимназию по музыкальной специализации. В 1915 году семья переехала в Казань. Здесь же осенью 1918 года Борис поступил в школу. В сентябре 1922 года семья переехала в Галич, здесь Борис с братом после годового домашнего обучения поступили в шестой класс школы. После переезда в 1925 году в Саратов у братьев обнаружилось отставание по химии и математике, но при подготовке к переэкзаменовке Борис глубоко освоил курс математики и выдвинулся по ней в первые ученики.
С большим трудом (из-за 15-летнего возраста) удалось поступить на физико-математическое отделение педагогического факультета Саратовского университета, который окончил в 1930 году.

### Начало исследовательской работы
В 1930—1934 годы Б. В. Гнеденко работал на кафедре математики Текстильного института в Иваново-Вознесенске; здесь были написаны первые его работы по теории массового обслуживания (для расчёта нагрузки работницы, обслуживающей несколько станков), здесь он увлёкся теорией вероятностей.
В 1934 году поступил в аспирантуру Московского университета; его научными руководителями стали А. Я. Хинчин и А. Н. Колмогоров. Участвовал в еженедельных общегородских семинарах по теории вероятностей, где докладывали о своих новых результатах Колмогоров, Хинчин, Е. Е. Слуцкий, Н. В. Смирнов, а также аспиранты и молодые учёные разных специальностей: физики, биологи, инженеры. В то время особый интерес Б. В. Гнеденко проявлял к предельным теоремам для сумм независимых случайных величин.
В июне 1937 года Б. В. Гнеденко защитил диссертацию на соискание учёной степени кандидата физико-математических наук (тема — «О безгранично делимых законах распределения»). С осени 1938 года он — доцент кафедры теории вероятностей мехмата МГУ, работает над задачами построения асимптотических распределений максимального члена вариационного ряда и создания теории поправок к показаниям счётчиков Гейгера — Мюллера. В начале июня 1941 года защитил докторскую диссертацию (тема — «Предельные теоремы для независимых случайных величин»), которая состояла из двух частей: теории суммирования независимых случайных величин и теории максимального члена вариационного ряда.
В ноябре 1937 года был призван в армию, где был арестован по обвинению в контрреволюционной деятельности, но в мае 1938 года был освобождён.
Как вспоминала жена Б. В. Гнеденко, во время ареста его несколько недель держали в подвалах Лубянки и не давали в течение нескольких дней спать, пытая ярким светом, чтобы выбить из него показания против Колмогорова. Однако Гнеденко никаких бумаг против своего учителя так и не подписал.
В 1942—1945 гг. (а затем — в 1960—1995 гг.) — профессор МГУ.
В годы Великой Отечественной войны принимал участие в решении задач, связанных с обороной страны. Исключительную актуальность имели работы на кафедре теории вероятностей по созданию в 1942 году таблиц бомбометания с малых высот при малых скоростях самолётов.

### Украинский период
В 1945 году Б. В. Гнеденко был избран членом-корреспондентом Академии наук Украинской ССР и направлен во Львовский университет (в 1945—1950 гг. был профессором этого университета). Во Львове читал различные курсы: математический анализ, вариационное исчисление, теорию аналитических функций, теорию вероятностей, математическую статистику. Среди научных результатов этого периода — доказательство в окончательной формулировке локальной предельной теоремы для независимых, одинаково распределённых решётчатых слагаемых (1948); также в этот период начаты исследования по непараметрическим методам статистики, написан учебник «Курс теории вероятностей» (первое издание вышло в 1949 году) и монография «Предельные распределения для сумм независимых случайных величин». В 1948 году становится академиком АН УССР.
В 1950 году был переведён в Киев, где возглавил только что организованный отдел теории вероятностей и математической статистики в Институте математики АН УССР. Одновременно заведовал кафедрой математического анализа в Киевском университете. В Киеве учениками Гнеденко стали В. С. Королюк и В. С. Михалевич.
В 1953—1954 годы работал в ГДР, где читал лекции в Берлинском университете имени Гумбольдта. По возвращении в Киев Б. В. Гнеденко возглавил группу по организации Вычислительного центра, ядром которой были сотрудники академика С. А. Лебедева, руководил работами по проектированию универсальной машины «Киев» и специализированной машины, предназначенной для решения систем линейных алгебраических уравнений. Одновременно разработал курс по программированию для ЭВМ, который начал читать студентам Киевского университета и издал в виде отдельной книги (это книга считается первой в СССР книгой по программированию, опубликованной в открытой печати). Позднее был директором Института математики АН УССР (в 1956—1958 гг.) и председателем бюро физико-математического отделения АН УССР. В этот период также начал разработки по двум новым прикладным направлениям — теории массового обслуживания и вопросам использования математических методов в медицине.

### Возвращение в Москву
В 1960 году Б. В. Гнеденко вновь переехал в Москву и возобновил работу в Московском университете. Работы этого периода связаны с разработкой основ теории надёжности, исследованиями в области теории массового обслуживания, решением задач теории резервирования с восстановлением и управления качеством промышленной продукции в процессе производства. За цикл работ по теории надёжности в 1979 году был вместе с коллегами удостоен Государственной премии СССР.
В 1965 году сменил А. Н. Колмогорова в должности заведующего кафедрой теории вероятностей мехмата МГУ, которой руководил вплоть до своей кончины в 1995 году.
С конца 1950-х годов в сферу научных интересов Гнеденко входили методологические проблемы математики. Он был членом научного совета при Президиуме АН СССР по философским проблемам естествознания, принимал участие в работе общества «Знание».
Б. В. Гнеденко скончался 27 декабря 1995 года в Москве. 
Похоронен на Кунцевском кладбище.

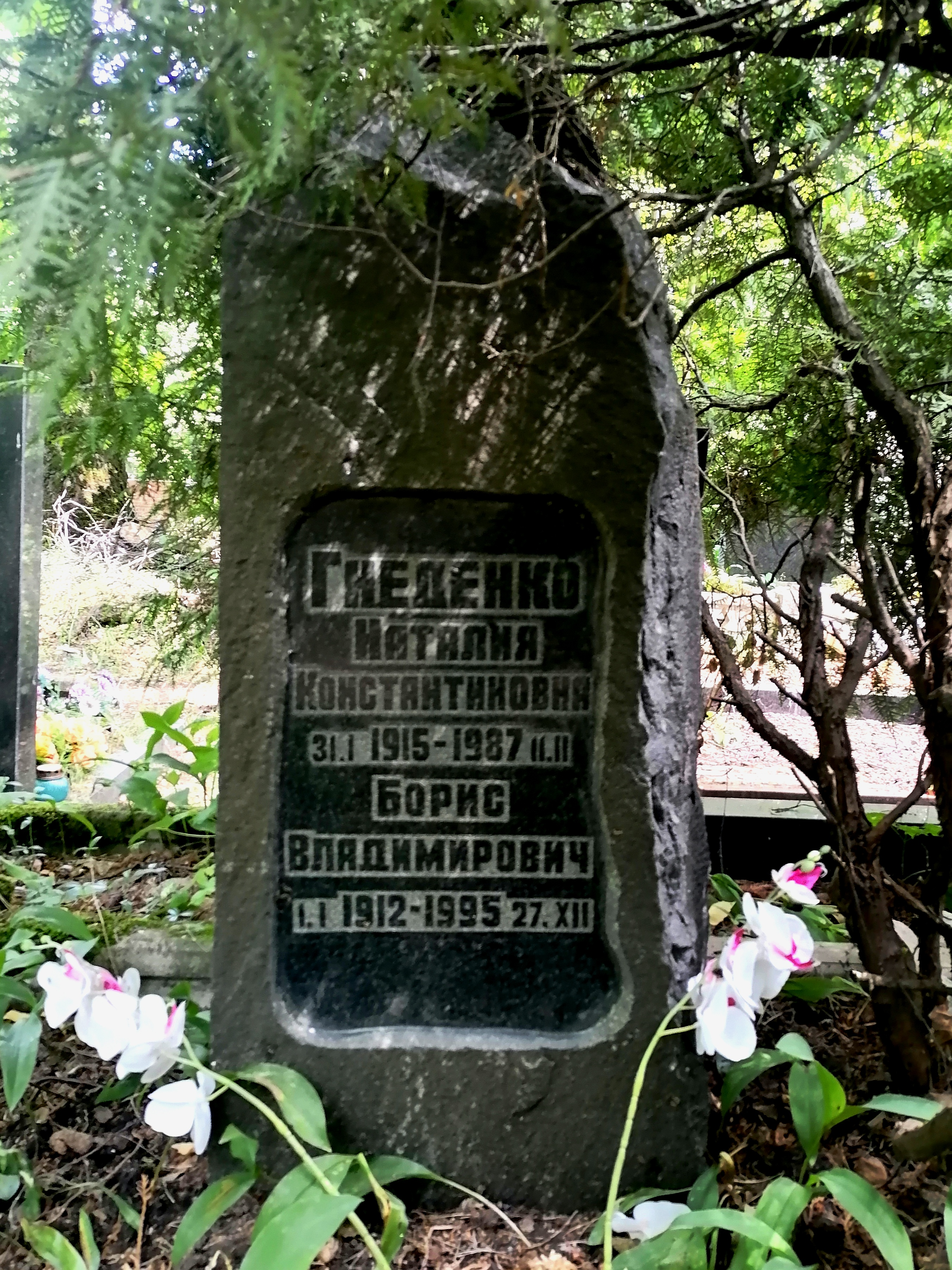
Могила на Кунцевском кладбище

Как вспоминал специалист по теории надёжности профессор И. А. Ушаков, многие годы работавший вместе с Гнеденко, «это был не только блестящий математик и прекрасный педагог, не только тонкий знаток литературы, музыки и живописи — редкий в наше время образец человека эпохи Возрождения. Он был человеком высокой нравственности, несгибаемо принципиальным и кристально честным».

## Научная деятельность
Основными областями научных интересов Б. В. Гнеденко были теория вероятностей и математическая статистика, а также их приложения к теории массового обслуживания и теории надёжности. В частности, им был полностью решён вопрос о выяснении условий сходимости распределений сумм независимых слагаемых ко всем возможным для них предельным распределениям. Созданный в ходе решения данного вопроса аппарат сопровождающих неограниченно делимых распределений дал возможность упорядочить большой круг более ранних исследований.
Б. В. Гнеденко внёс также существенный вклад в изучение свойств процессов с независимыми приращениями. В области математической статистики он продвинул вперёд теорию непараметрических критериев, получил глубокие результаты по предельным теоремам для крайних порядковых и разделимых статистик, много занимался применениями теории вероятностей и математической статистики к прикладным задачам. В теории массового обслуживания он обобщил формулы Эрланга на системы с ненадёжными восстанавливаемыми приборами. Будучи признанным лидером советской школы математической теории надёжности, он совместно со своими учениками и коллегами построил весьма разветвлённую математическую теорию контроля качества, вёл большую работу по внедрению в практику современных методов теории надёжности.
Ряд работ Б. В. Гнеденко посвящён вопросам истории математики и популяризации науки. Он внёс при этом значительный вклад в изучение научного наследия М. В. Остроградского, П. Л. Чебышёва, А. А. Маркова, А. М. Ляпунова, С. Н. Бернштейна, относящегося к теории вероятностей.

## Награды, премии, звания
- Орден Трудового Красного Знамени (1956)[4]
- Орден Дружбы народов (1981)[4]
- Орден «За заслуги перед Отечеством» (ГДР, 1974)[4]
- Медаль «За оборону Москвы» (1944)[4]
- Медаль «За доблестный труд в Великой Отечественной войне 1941—1945 гг.» (1946)[4]
- Государственная премия СССР (1979) — за разработки в области теории надёжности (в составе авторского коллектива с В. А. Каштановым, Ю. К. Беляевым, А. Д. Соловьёвым)[4]
- Премия имени М. В. Ломоносова (1982) — за цикл работ «О теоремах переноса в теории вероятностей»[4]
- Почётное звание «Заслуженный профессор МГУ» (1994)[4]

### Отдельные издания
- Боев Г. П., Виноградов Ю. К., Гнеденко Б. В. Методика составления эмпирических зависимостей и номограмм в текстильном деле. — М.: Гизлегпром, 1936. — 128 с.
- Гнеденко Б. В. . Очерки по истории математики в России. — М.—Л.: ГТТИ, 1946. — 248 с.
- Гнеденко Б. В., Колмогоров А. Н. Предельные распределения для сумм независимых случайных величин. — М.—Л.: ГТТИ, 1949. — 264 с.
- Гнеденко Б. В., Королюк В. С., Ющенко Е. Л. Элементы программирования. 2-е изд. — М.: Физматгиз, 1963. — 348 с.
- Гнеденко Б. В., Хинчин А. Я. Элементарное введение в теорию массового обслуживания. 6-е изд. — М.: Наука, 1964. — 146 с.
- Гнеденко Б. В., Беляев Ю. К., Соловьёв А. Д. Математические методы в теории надёжности. Основные характеристики надёжности и их статический анализ. — М.: Наука, 1965. — 524 с. — (Физико-математическая библиотека инженера).
- Гнеденко Б. В., Коваленко И. Н. Введение в теорию массового обслуживания. — М.: Наука, 1966. — 301 с.
- Гнеденко Б. В., Даниэлян Э. А., Димитров Б. Н., Климов Г. П., Матвеев В. Ф. Приоритетные системы обслуживания. — М.: Изд-во Моск. ун-та, 1973. — 447 с.
- Гнеденко Б. В. Математика и контроль качества продукции. — М.: Знание, 1978. — 64 с.
- Гнеденко Б. В. Введение в специальность «математика». — М.: Наука, 1991. — 240 с. — ISBN 5-02-014273-5.
- Гнеденко Б. В. О математике. — М.: Эдиториал УРСС, 2000. — 207 с. — ISBN 5-354-01091-8.
- Гнеденко Б. В. Очерк по истории теории вероятностей. — М.: УРСС, 2001. — 88 с. — ISBN 5-8360-0395-5.
- Гнеденко Б. В. Курс теории вероятностей. 7-е изд. — М.: УРСС, 2001. — 318 с. — ISBN 5-8360-0400-5.
- Гнеденко Б. В., Хинчин А. Я. Элементарное введение в теорию вероятностей. 10-е изд. — М.: УРСС, 2003. — 206 с. — ISBN 5-354-00299-0.
- Гнеденко Б. В. Математика и жизнь. 3-е изд. — М.: УРСС, 2006. — 125 с. — (Психология, педагогика, технология обучения. Математика). — ISBN 5-484-00579-5.
- Гнеденко Б. В. Воспоминания. Моя жизнь в математике и математика в моей жизни. — М.: Либроком, 2012. — 624 с. — ISBN 978-5-397-02931-5.

### Некоторые статьи
- Гнеденко Б. В.  Вычисление среднего перехода между станками // Бюлл. НИ текст. ин-та. — Иваново, 1934. — № 1—2. — С. 117—122.
- Гнеденко Б. В.  К теории предельных теорем для сумм независимых случайных величин // Известия АН СССР. Серия математическая. — 1939. — Т. 3, вып. 2. — С. 181—232.
- Гнеденко Б. В.  К теории счётчиков Гейгера — Мюллера // Журнал экспериментальной и теоретической физики. — 1941. — Т. 11, вып. 1. — С. 101—106.
- Гнеденко Б. В.  Предельные законы для сумм независимых случайных величин // Успехи математических наук. — 1944. — № 10. — С. 115—165.
- Гнеденко Б. В. . О некоторых задачах истории математики // Труды 3-го Всесоюзного математического съезда. (Москва, июнь-июль 1956). Т. II. — М.: Изд-во АН СССР, 1956. — С. 100—101.
- Гнеденко Б. В.  Каждому специалисту нужно знать математическую статистику // Вестник высшей школы. — 1961. — № 12. — С. 29—30.
- Гнеденко Б. В.  Математическая статистика — мощное орудие в работе заводской лаборатории // Заводская лаборатория. — 1961. — Т. 27, № 10. — С. 1251—1253.
- Гнеденко Б. В.  Место математической статистики в научно-техническом прогрессе // Заводская лаборатория. — 1986. — Т. 52, № 12. — С. 1—2.
- Гнеденко Б. В., Орлов А. И.  Роль математических методов исследования в кардинальном ускорении научно-технического прогресса // Заводская лаборатория. — 1988. — Т. 54, № 1. — С. 1—4.
- Гнеденко Б. В., Кудлаев Э. М.  О случайных величинах, обусловленных суммами независимых случайных величин // Вестник МГУ. Сер. мат. и мех.. — 1995. — Вып. 1. — С. 23—31.

## Фильмография
- Участвовал в качестве научного консультанта (вместе с В. П. Поповым и Я. М. Сориным) в создании первого советского научно-популярного фильма о надёжности. Фильм «Поговорим о надёжности» продолжительностью 20 минут был завершен в 1965 году вышел на экраны в 1-м квартале 1966 года (сценарист В. Матлин, режиссёр С. Ливит-Гуревич)[14]